# Quang dẫn
Quang dẫn là một hiện tượng quang - điện trong đó vật liệu trở nên dẫn điện hơn do sự hấp thụ bức xạ điện từ như ánh sáng nhìn thấy, tia hồng ngoại, tia cực tím hoặc bức xạ gamma.
Theo hiệu ứng quang điện khi photon được hấp thụ bởi một vật liệu như chất bán dẫn, số lượng electron tự do và lỗ trống điện tử tăng lên, dẫn đến làm tăng tính dẫn điện của nó.

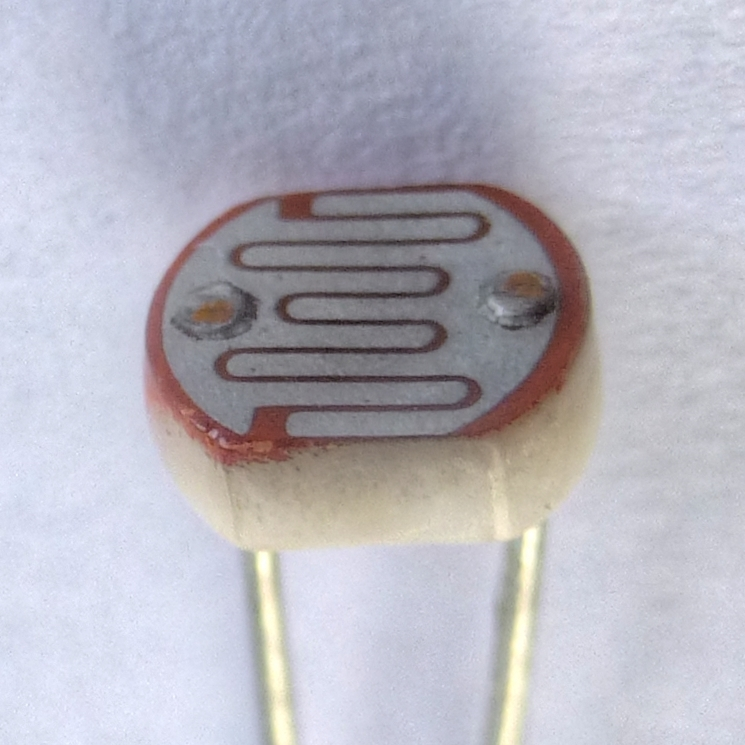
Điện trở quang

Cảm biến CCD chuyển đổi photon sang điện tích và chuyển tín hiệu theo cơ chế thanh ghi dịch

Để gây ra sự kích thích, ánh sáng chiếu vào chất bán dẫn phải có đủ năng lượng để nâng các electron vượt qua vùng dải khe (band gap), hoặc để kích thích các pha tạp trong vùng khe của dải. Khi có thiên áp phân cực và điện trở tải được đấu nối tiếp vào mạch chứa linh kiện này, có thể đo được sự sụt giảm điện áp trên các điện trở tải khi sự thay đổi độ dẫn điện của vật liệu thay đổi dòng điện qua mạch.
Các ví dụ cổ điển về vật liệu quang dẫn là Điện trở quang (Photoresistor) dùng PbS. Ngày nay còn có:
- Polymer dẫn điện như N-Vinylcarbazole, được sử dụng rộng rãi trong photocopy (xerography);[3]
- Chì(II) sulfide, được sử dụng trong các ứng dụng tầm nhiệt hồng ngoại, như trong Sidewinder của Mỹ, và trong tên lửa tầm nhiệt hồng ngoại Vympel K-13 của Liên Xô (nay là Nga);
- Selen, được sử dụng trong truyền hình thời sơ kỳ, và trong xerography.

## Ứng dụng
Khi một linh kiện vật liệu quang dẫn được kết nối như một phần của mạch, nó hoạt động như một điện trở có điện trở phụ thuộc vào cường độ ánh sáng. Trong bối cảnh này, vật liệu này được gọi là điện trở quang, còn gọi là "điện trở phụ thuộc ánh sáng" (photoresistor) hoặc chất quang dẫn. Nhóm linh kiện quang dẫn hoạt động theo hiệu ứng quang điện ở vùng cường độ sáng nhỏ, cao hơn lượng photon cực nhỏ thu nhận ở "Đèn quang điện", và thấp hơn lượng ánh sáng thu nhận ở Pin mặt trời để sản xuất điện năng.
Ứng dụng phổ biến nhất của điện trở quang là bộ tách sóng quang (photodetector), tức là các thiết bị đo cường độ ánh sáng. Điện trở quang không phải là loại duy nhất của bộ tách sóng quang. Các loại khác bao gồm Cảm biến CCD (hay "thiết bị ghép điện tích" CCD, Charge Coupled Device), photodiod và phototransistor, nhưng chúng là những loại phổ biến nhất. Một số ứng dụng của bộ tách sóng quang trong đó các bộ phát quang thường được sử dụng bao gồm đồng hồ đo ánh sáng máy ảnh, đèn đường, radio đồng hồ, máy dò hồng ngoại, hệ thống nanophotonic và các thiết bị cảm biến ảnh cỡ nhỏ.

## Quang dẫn âm
Một số vật liệu thể hiện sự suy giảm tính quang dẫn theo lượng thời gian tiếp xúc với ánh sáng . Suy giảm rõ nhất là silicon vô định hình . Các vật liệu khác được báo cáo cho thấy tính quang dẫn âm bao gồm Molypden disulfide , graphen , dây nano indi arsenua , và hạt nano kim loại.

## Quang từ
Năm 2016 đã xác định rằng trong một số vật liệu quang dẫn có thể tồn tại một trật tự từ tính  Một ví dụ nổi bật là CH3NH3(Mn:Pb)I3. Trong vật liệu này, sự nóng chảy từ hóa cảm ứng ánh sáng cũng đã được chứng minh do đó có thể được sử dụng trong các thiết bị quang học và lưu trữ dữ liệu.